# 諸木村
諸木村（もろぎむら）は、高知県吾川郡にあった村。現在の高知市の南西部、新川川の河口左岸にあたる。

## 地理
- 河川：新川川

## 歴史
- 1889年（明治22年）4月1日 - 町村制の施行により、東諸木村・西諸木村・内ノ谷村の区域をもって発足。
- 1937年（昭和12年）5月26日 - フランス航空省主催のパリ東京間飛行レースに参加したマルセル・ドレ（fr:Marcel Doret）が1937年5月26日に戸原海岸（諸木村戸原）の砂浜に不時着大破した[1]。
- 1954年（昭和29年）6月1日 - 秋山村・芳原村と合併して平和村が発足。同日諸木村廃止。